# Vườn quốc gia Sutjeska
Vườn quốc gia Sutjeska (Bosnia, Serbia và Montenegro: Nacionalni park Sutjeska, Национални парк Сутјеска; phát âm [sûtjɛska]) là một vườn quốc gia nằm ở Bosnia và Herzegovina. Được thành lập vào năm 1962, đây là vườn quốc gia lâu đời nhất của đất nước. Ranh giới của nó bao gồm cả đỉnh Núi Maglić là ngọn núi cao nhất tại Bosnia và Herzegovina với 2.386 mét (7.828 ft). Khu bảo tồn nghiêm ngặt "Perućica" là một trong số những khu rừng nguyên sinh cuối cùng của châu Âu là một phần của vườn quốc gia. Về mặt lịch sử, Sutjeska từng là chiến trường khốc liệt trong chiến tranh thế giới thứ hai.

## Lịch sử
Được thành lập vào năm 1962, đây là vườn quốc gia lâu đời nhất và có diện tích lớn nhất Liên bang Bosna và Hercegovina. Tuy nhiên, tuyên bố vườn quốc gia của nó dựa nhiều vào việc nó là nơi diễn ra các trận chiến lịch sử hơn là để bảo tồn tự nhiên.
Khu bảo tồn rừng Perućica được thành lập vào năm 1952 nằm trong vườn quốc gia là khu bảo tồn thiên nhiên sử dụng cho mục đích khoa học và giáo dục. Nó là một trong hai khu rừng nguyên sinh cuối cùng của châu Âu và cũng là một trong năm khu bảo tồn thiên nhiên nghiêm ngặt (IUCN loại Ia) ở Bosnia và Herzegovina.
Vườn quốc gia là địa điểm diễn ra trận Sutjeska nổi tiếng kéo dài từ ngày 15 tháng 5 đến 16 tháng 6 năm 1943 trong Thế chiến lần thứ hai, nơi mà Quân đội Giải phóng Quốc gia Nam Tư đã giành chiến thắng trước Đức Quốc Xã, và một số di tích đá đã được dựng lên nhằm tưởng niệm chiến thằng vĩ đại này. Nó nằm ở rìa phía bắc, trên đường đến khu bảo tồn thiên nhiên Perucica.

## Địa lý
Vườn quốc gia có diện tích 17.500 hécta (43.000 mẫu Anh). Phía đông của nó được bao bọc bởi dãy núi Pivska và sông Piva chảy tới làng Šćepan polje và xa hơn nữa là sông Drina và phụ lưu Sutjeska của nó. Phía tây của vườn quốc gia là dãy núi Zelengora nối với dãy Lelija vàở phía đông nam là các núi Maglić, Volujak và Bioč. Một kế hoạch nhằm mở rộng vườn quốc gia thêm 8.331 hécta (20.590 mẫu Anh) bao gồm một phần 3.500 hécta (8.600 mẫu Anh) về phía hẻm núi sông Tara đang được xem xét. Nếu việc mở rộng được diễn ra, vườn quốc gia này không chỉ là khu vực bảo vệ lớn nhất Cộng hòa Srpska mà còn là lớn toàn quốc. Sutjeska tiếp giáp với vườn quốc gia Durmitor ở phía tây bắc Montenegro tạo thành khu vực bảo vệ xuyên biên giới của Nam Tư cũ.
Vườn quốc gia này cho phép khách du lịch tham quan hầu hết khoảng thời gian trong năm ngoại trừ một số khoảng thời gian trong mùa đông. Du khách có thể di chuyển từ Sarajevo (110 kilômét (68 mi)), hoặc từ Dubrovnik, Croatia (142 kilômét (88 mi)). Tuyến đường cao tốc Belgrade-Visegrad-Herceg Novi băng qua đây.